# Statens reindriftsforvaltning
Statens reindriftsforvaltning är en norsk statlig myndighet fram till 1 juli 2014. Därefter slås den samman med Statens landbruksforvaltning för att bilda det nyblivna Landbruksdirektoratet.

## Organisation
Reindriftsforvaltningen, som har 23 anställda (juni 2014), har ansvar för frågor om renskötsel, arealförvaltning, resurstillsyn, upprätthållande av renstängsel och skötsel av de statliga fjällstugorna i Finnmark fylke. Myndigheten sorterar under Landbruks- og matdepartementet.
I Norge skall det finnas upp till omkring 200.000 tamrenar. Samisk renskötsel ska bedrivas i Norges samiska områden, vilka omfattar 40 % av landets yta, på ett område från Finnmark i norr till Engerdal i Hedmark i söder. Det förekommer också samisk renskötsel i Trollheimen.  
I fjällområdena i södra Norge, söder om det samiska området, driver tamrenlag renskötsel baserat på arrendeavtal.
Renskötsel i det samiska området förvaltades till och med 2013 genom sex renbetesområden under myndigheten:
- Øst-Finnmark reinbeiteområde, kontor i Karasjok
- Vest-Finnmark reinbeiteområde, kontor i Kautokeino
- Troms reinbeiteområde, kontor i Andselv
- Nordland reinbeiteområde, kontor i Fauske
- Nord-Trøndelag reinbeiteområde, kontor i Snåsa
- Sør-Trøndelag og Hedmark reinbeiteområde, kontor i Røros

Sedan 2014 är dessa omdöpta till avdelningar och ligger under fylkesmännen i de fem nordligaste fylkena.
Renbetesområdena är indelade i renbetesdistrikt, en ordning som inrättades i slutet av 1800-talet. År 2005/06 fanns det 82 renbetesdistrikt i Norge, fördelade på 72 sommar- och helårsbetesdistrikt och tio distrikt för vår-, höst- och vinterbete för norsk renskötsel eller som betesmark för svensk renskötsel.  
Varje renbetesdistrikt är indelat i flera renskötsellag, vilka har tillåtelse för bete av ett visst antal renar inom det egna distriktet.

## Historik
Myndigheten etablerades ursprungligen som Lappevesendet og reindrifta, namnädrades 1960 till Reindrifta, 1992 till Reindriftsforvaltningen och 2013 till Statens reindriftsförvaltning.